# Narodni park Semuliki
Narodni park Semuliki je narodni park v okrožju Bwamba, oddaljenem delu okrožja Bundibugyo v zahodni regiji Ugande, ki je bil ustanovljen oktobra 1993. Obsega 219 km² edinega nižinskega tropskega deževnega gozda v vzhodni Afriki. Je eno najbogatejših območij rastlinske in živalske biotske pestrosti v Afriki, pri čemer so še posebej raznolike vrste ptic in metuljev. Park upravlja Uganda Wildlife Authority.

## Lokacija
Narodni park Semuliki leži na meji Ugande z Demokratično republiko Kongo. Gorovje Ruvenzori je jugovzhodno od parka, Albertovo jezero pa severno od parka. Park leži znotraj Albertove riftne doline, zahodnega kraka Velikega tektonskega jarka. Park je na ravnem do rahlo valovitem površju, ki sega od 670 do 760 m nad morsko gladino.
V parku pade povprečna količina padavin 1250 mm, največja količina padavin pa je od marca do maja ter od septembra do decembra. Številna območja parka so v deževnem obdobju izpostavljena poplavam. Temperatura v parku se giblje od 18 do 30 °C, z relativno majhnimi dnevnimi nihanji.
Park meji na reki Semliki in Lamia, ki sta napajališči za številne živali. Park ima dva vroča vrelca v močvirju, obdanem z vročimi minerali. Eden od izvirov - izvir Mumbuga - spominja na gejzir, saj tvori 0,5 m visok curek. Ti vroči vrelci privabljajo veliko število obrežnih ptic in zagotavljajo lizanje soli številnim živalim.
Od leta 1932 do 1993 je območje, ki ga pokriva narodni park Semuliki, upravljalo kot gozdni rezervat, sprva s strani kolonialne vlade, nato pa s strani Oddelka za gozdove ugandske vlade. Vlada ga je oktobra 1993 razglasila za narodni park, da bi zaščitila gozdove kot sestavni del zavarovanih območij Zahodne riftne doline.
Park je del mreže zavarovanih območij v Albertovi riftni dolini. Druga zavarovana območja v tem omrežju so:
- Narodni park gorovja Ruvenzori - v Ugandi
- Narodni park Bwindi - v Ugandi
- Narodni park Kibale - v Ugandi
- Narodni park kraljice Elizabete - v Ugandi
- Narodni park Virunga - v DR Kongo
- Narodni park vulkanov - v Ruandi

Obiskovalci parka lahko opazujejo ptice, se sprehodijo do savanskega travnika, pohodijo po 13 km poti Kirumia in obiščejo vroče izvire, kjer je voda dovolj vroča za kuhanje jajc in trpotca.

## Rastlinstvo in živalstvo
Območje narodnega parka Semuliki je poseben ekosistem znotraj večjega ekosistema Albertove riftne doline. Park leži na stičišču več klimatskih in ekoloških območij, zato ima veliko pestrost rastlinskih in živalskih vrst ter številne mikrohabitate. Večino rastlinskih in živalskih vrst v parku najdemo tudi v gozdovih porečja Konga, pri čemer mnoge od teh vrst dosežejo vzhodno mejo svojega območja v narodnem parku Semuliki. Vegetacija parka je pretežno srednje višinski vlažen zimzelen do pollistav gozd. Prevladujoča rastlinska vrsta v gozdu je ugandski železov les (Cynometra alexandri). Prisotne so tudi drevesne vrste bolj zimzelene narave in združbe močvirnih gozdov.
V parku je več kot 400 vrst ptic, vključno z medosledcem. 216 od teh vrst (66 odstotkov vseh vrst ptic v državi) je pravih gozdnih ptic, vključno z redkim Oberländerjevim zemeljskim drozdgom (Geokichla oberlaenderi), sassijevo oljčno zelenico (Phyllastrephus lorenzi) in devetimi vrstami kljunorožcev. Park zagotavlja življenjski prostor za več kot 60 vrst sesalcev, vključno kafrski bivol, leopard, veliki povodni konj, kongoška zamorska mačka (Cercopithecus mona), vodni chevrotain (Hyemoschus aquaticus), galago, afriška cibetovka, afriški slon in pritlikava luskastorepa leteča veverica (Idiurus zenkeri). V parku je najdenih devet vrst duikerjev, vključno s črnoprogastim duikerjem (Cephalophus dorsalis). Park ima osem vrst prvakov in skoraj 460 vrst metuljev.

## Človeška populacija
Gozdovi v parku so velikega socialno-ekonomskega pomena za človeške skupnosti, ki živijo v bližini parka. Lokalno prebivalstvo se ukvarja s samooskrbnim kmetijstvom in uporablja gozdove parka za dopolnitev svojega preživetja. Nekateri izdelki, ki jih pridobivajo iz gozdov, so sadje in zelenjavo, zeliščna zdravila in gradbeni material. Lokalno prebivalstvo se povečuje po stopnji 3,4 odstotka na leto. Visoka gostota prebivalstva in padajoča kmetijska produktivnost v kombinaciji z nerazpoložljivostjo alternativnih virov dohodka pomenita, da je lokalno prebivalstvo odvisno od virov parka. Gozd ima tudi pomembno kulturno in duhovno vlogo v življenju lokalnih ljudi. Gozdovi so tudi dom približno 100 ljudem Batwa, avtohtoni skupnosti, ki še vedno večinoma živi kot lovci-nabiralci. Ker turizem ljudstvu Basua zagotavlja dodaten vir dohodka, lahko obiskovalci parka izvedo več o kulturi in zgodovini ljudstva Basua in si ogledajo ročno izdelane obrti, ki so jih izdelali.
Pretekle prakse organov upravljanja, ki so izključevali domačine, so med njimi povzročale zamere. To je zmanjšalo učinkovitost ohranitvenih praks in prispevalo k pojavu nezakonitih dejavnosti. Od leta 1990 je Ugandska uprava za divje živali v načrtovanje parka vključila lokalne skupnosti.
Med letoma 1997 in 2001 so v okrožju Bundibugyo potekali državljanski nemiri. 16. junija 1997 so uporniki zavezniških demokratičnih sil napadli in zavzeli mesto Bundibugyo ter zasedli sedež parka. Ljudje, ki so živeli v bližini parka, so bili preseljeni v taborišča za notranje razseljene osebe.